# Tritium
Tritium je radioaktivní izotop vodíku (3H). Jádro tritia (jako částice se nazývá triton) obsahuje jeden proton a dva neutrony, zatímco normální vodíkové jádro sestává pouze z jednoho protonu. Jeho relativní atomová hmotnost je 3,016049. Za standardního tlaku a teploty je to plyn (T2 neboli 3H2).

## Historie
Tritium bylo poprvé detekováno v roce 1934 Ernestem Rutherfordem, Markem Oliphantem a Paulem Harteckem při bombardování deuteria deuterony (jádry deuteria):
 2
1 H +  2
1 H →  1
1 H +  3
1 H
V roce 1954 vyvinul americký chemik Willard Libby metodu využívající tritium pro radiometrické datování vody a vína.

## Výskyt
Tritium se vlivem ionizujícího záření z vesmíru vyskytuje ve vrchních vrstvách zemské atmosféry a v malé míře je součástí emisí z jaderných elektráren. Významná množství vznikala při explozích jaderných zbraní. Z uvedených důvodů se tritium ve stopovém množství vyskytuje i v běžné vodě.

## Fyzikálně-chemické vlastnosti
Tritium je beta zářič (β−), při svém rozpadu produkuje elektron (e−), antineutrino (νe) a vzniká 3He. Poločas rozpadu je 12,32 let.
Někdy mu bývá přiřazována i chemická značka T, přestože se nejedná o jiný prvek. Ve sloučenině s kyslíkem tvoří tritiovou vodu T2O.

### Nebezpečnost
I když jde o beta zářič, jeho nebezpečnost je jen minimální. Záření tritia zastaví už 6 mm silná vrstva vzduchu. Určité nebezpečí by hrozilo pouze při jeho požití, vdechnutí nebo kontaminaci pokožky na citlivém místě.
Relativní bezpečnost tritia reflektoval v roce 2019 i Státní úřad pro jadernou bezpečnost, když opatřením obecné povahy prodejcům typově schválených výrobků GTLS, jejichž aktivita nepřesahuje 20 GBq, zrušil povinnost získání individuálního povolení k tomuto prodeji.
V odůvodnění opatření Státní úřad pro jadernou bezpečnost dovozuje, že používání těchto výrobků nezpůsobí jejich uživatelům zvýšení efektivní dávky ionizujícího záření o více než 10 µSv/rok, což je považováno za zanedbatelnou hodnotu.

## Využití
Tritia se využívá jako trvalého zdroje slabého světla, někdy označovaného jako GTLS (Gaseous Tritium Light Source). Plynné tritium je uzavřeno v skleněných mikrokapslích, na jejichž stěně je vrstva fosforeskující látky, která vlivem dopadajícího beta záření svítí. Obvykle se používá ZnS, u něhož je možné přidáním jiných látek měnit barvu světla. Nejintenzivnější je zelené světlo, ale zářič může svítit i žlutě, modře, fialově, červeně apod.
Používá se na ciferníky hodinek, mířidla zbraní, jako přívěsky nebo nouzové svítilny.

## Galerie

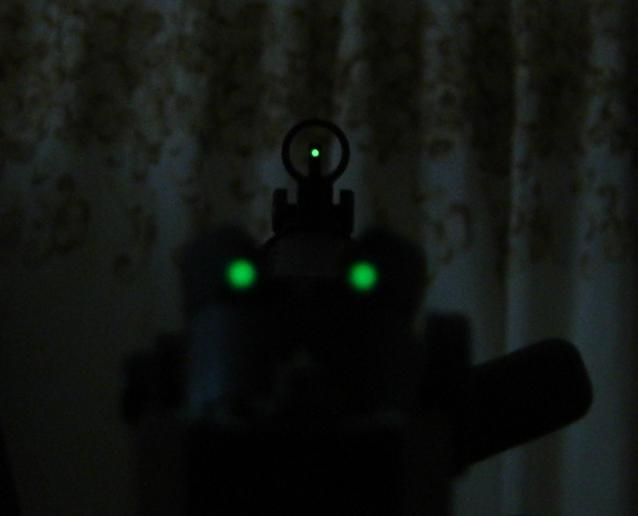
Použití tritia v mířidlech
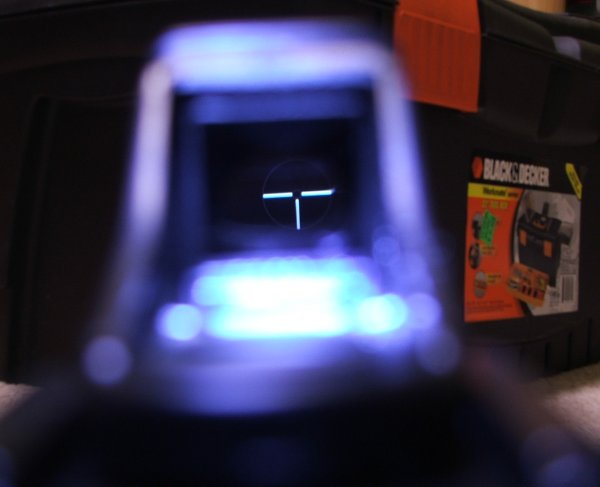
Modré světlo
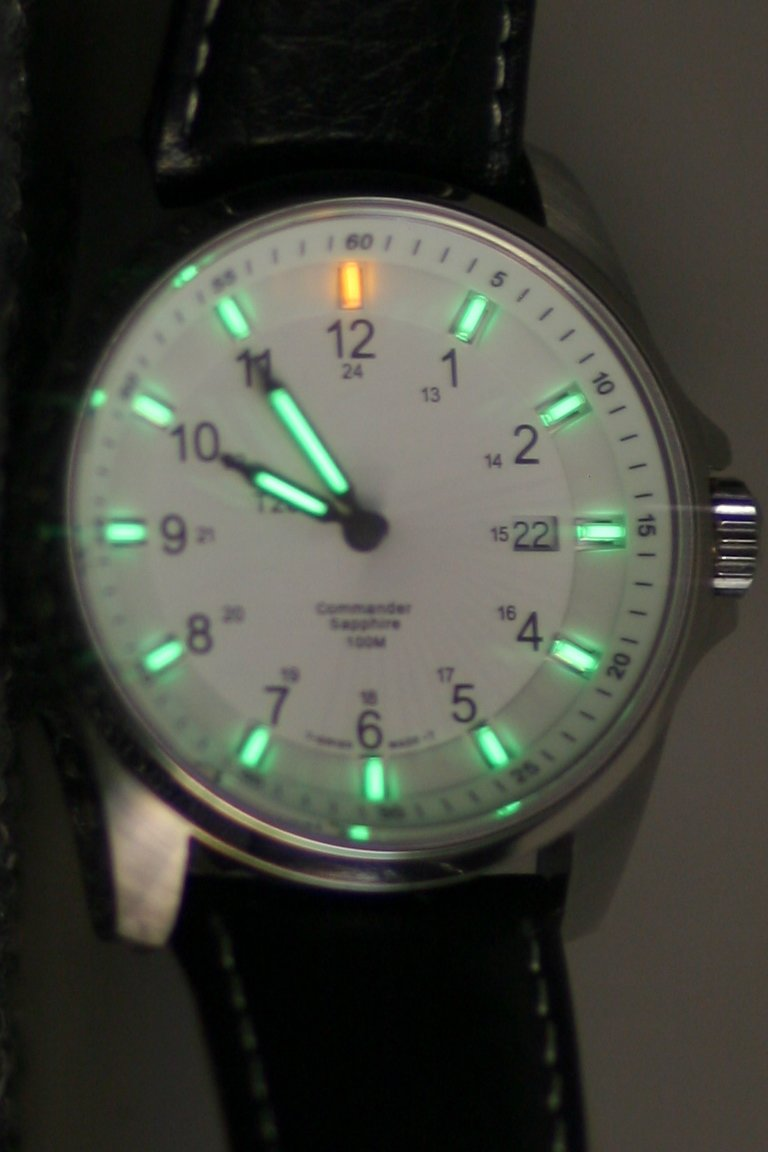
Ciferník hodinek osvětlený tritiem
Umístění tritia ve schématu izotopů